# Behunin Cabin

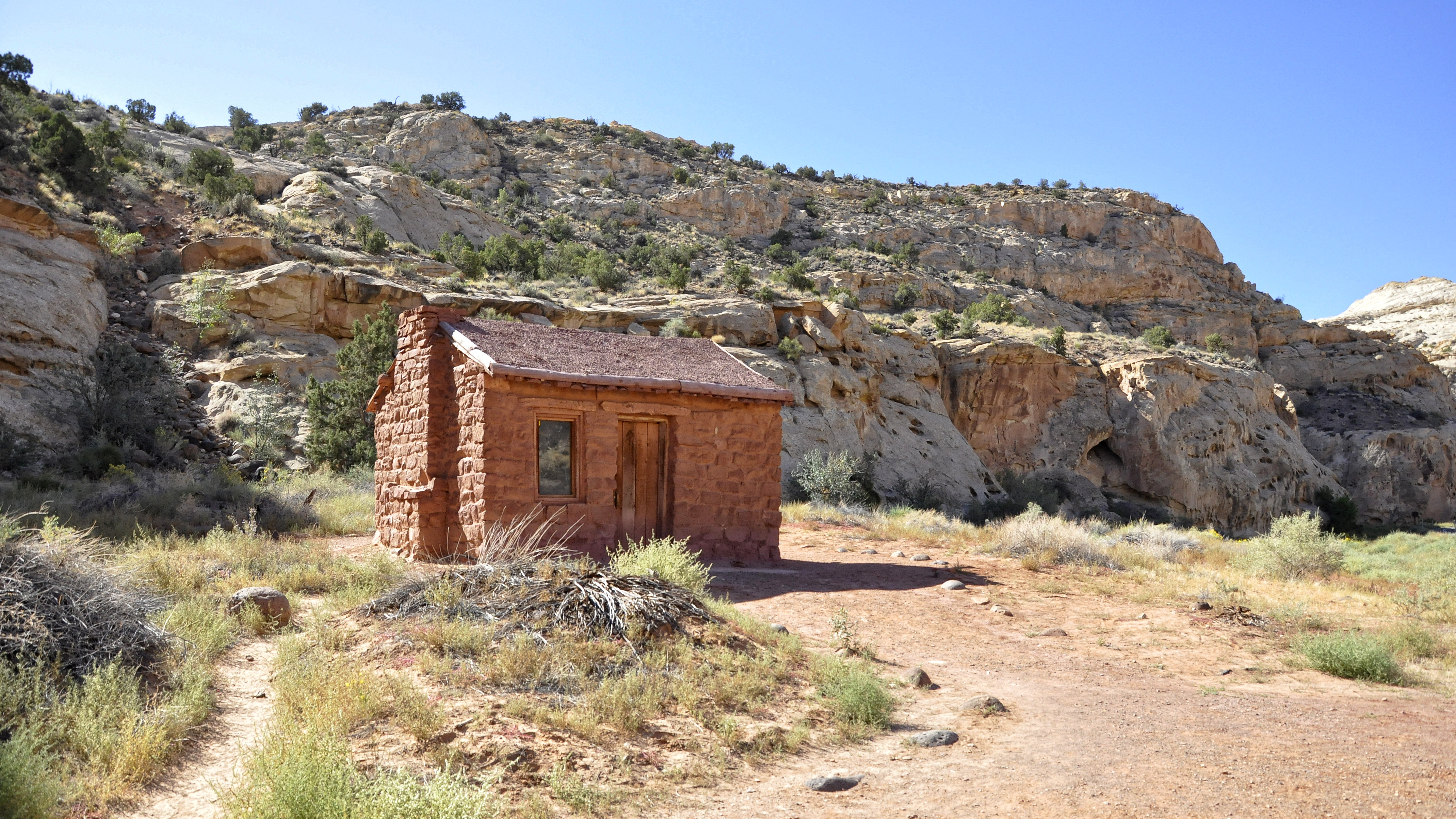
Behunin Cabin

Behunin Cabin is een woning (4 x 5 m) uit 1882, gebouwd door Elijah Cutler Behunin in het huidige Capitol Reef National Park. Behunin was een lid van een groep mormonen die zich als eerste blanken in deze streek vestigden.

## Geschiedenis
De familie Behunin telde acht kinderen. De twee jongste kinderen sliepen bij de ouders in de woning terwijl de oudere jongens in een grot sliepen. De meisjes brachten de nacht in een kar door. Het huis had een kookruimte en een open haard. De vloer was bedekt met geweven doeken. Men at hoogstwaarschijnlijk buiten. De familie verbleef hier korte tijd. Een overstroming van de vlakbijgelegen Fremont River spoelde hun akker weg en ze verhuisden dan naar Fruita.